# Nicole Mann
Nicole Aunapu Mann (ur. 27 czerwca 1977 w Petaluma w stanie Kalifornia) – amerykańska pilotka testowa samolotów, astronautka NASA.
Pierwsza rdzenna Amerykanka, która przebywała w kosmosie.

## Wykształcenie oraz praca zawodowa
- 1995 – ukończyła Rancho Cotate High School w Rohnert Park w Kalifornii
- 1995-1997 – ukończyła The Basic School w Quantico, Wirginia[2]
- 1997-1999 – Studiowała mechatronikę na United States Naval Academy i kończąc stopniem inżyniera[2].
- 1999-2001 – Studiowała mechatronikę na Uniwersytecie Stanforda zdobywając stopień naukowy magistra[3].
- 2001-2003 – ukończyła szkołę dla pilotów na Naval Air Station w Pensacola na Florydzie[2].
- 2004 – rozpoczęła karierę pilota testowego, początkowo pilotując F/A-18C Hornet jako część szwadronu VMFA-251.

## Praca w NASA i kariera astronauty
- Brała czynny udział w budowie i prowadziła grupę astronautów przy budowie kapsuły Orion, Space Launch System (SLS) i Exploration Ground Systems (EGS)[2].
- W sierpniu 2013 przybyła do Centrum Lotów Kosmicznych imienia Lyndona B. Johnsona w Teksasie razem z astronautami z ESA Joshem Cassadą(inne języki), Victorem Gloverem, Tylerem Hague(inne języki), Christiną Hammock, Anną McClain, Jessicą Meir, Andrew Morganem na szkolenie przygotowujące do pracy na MSK[4].
- 2022-2023 – wzięła udział w 67. i 68. ekspedycji na Międzynarodową Stację Kosmiczną. Pełniła funkcję inżyniera pokładowego[5]. Została pierwszą w kosmosie rdzenną Amerykanką[6].

## Nagrody
- 2013 NASA Selection
- absolwent honorowy w szkole dla pilotów testowych US Naval Test Pilot School[2]
- 2015 Stephen D. Thorne Safety Award[2]
- 2017 Jerry Yeagley Award[2]

## Odznaczenia
- Air Medal – dwukrotnie[2]
- Navy and Marine Corps Commendation Medal – dwukrotnie[2]
- Navy and Marine Corps Achievement Medals – dwukrotnie[2]
- Universal Astronaut Insignia za lot orbitalny (nr 590) – Stowarzyszenie Uczestników Lotów Kosmicznych (Association of Space Explorers(inne języki))[7]

## Wykaz lotów
| Loty kosmiczne, w których uczestniczyła Nicole Mann          | Loty kosmiczne, w których uczestniczyła Nicole Mann | Loty kosmiczne, w których uczestniczyła Nicole Mann | Loty kosmiczne, w których uczestniczyła Nicole Mann | Loty kosmiczne, w których uczestniczyła Nicole Mann | Loty kosmiczne, w których uczestniczyła Nicole Mann | Loty kosmiczne, w których uczestniczyła Nicole Mann |
| Lp.                                                          | Data startu                                         | Statek kosmiczny                                    | Data lądowania                                      | Statek kosmiczny                                    | Funkcja                                             | Czas trwania                                        |
| ------------------------------------------------------------ | --------------------------------------------------- | --------------------------------------------------- | --------------------------------------------------- | --------------------------------------------------- | --------------------------------------------------- | --------------------------------------------------- |
| 1                                                            | 5 października 2022                                 | SpaceX Crew-5                                       | 12 marca 2023                                       | SpaceX Crew-5                                       | Inżynier pokładowy                                  | 155 dni 10 godzin 19 minut                          |
| Łączny czas spędzony w kosmosie – 155 dni 10 godzin 19 minut |                                                     |                                                     |                                                     |                                                     |                                                     |                                                     |